# Лупареве
Лу́пареве — село в Україні, у Галицинівській сільській громаді Миколаївського району Миколаївської області. Населення становить 1268 осіб.

## Історія
В «Історії міст і сіл Української РСР. Миколаївська область» (1971) – щодо часу заснування сусідніх з Лупаревим сіл зазначено: «Кисляківка заснована в середині XVIII ст. на місці колишнього запорозького поселення. У другій половині XVIII ст. поруч з Кисляківкою виникло село Свято-Троїцьке». Водночас історія заселення околиць села із сучасною назвою Лупареве , бере початок від стоянок і поселень з ІІ тис. до Р.Х. і давніх еллінів, про що свідчать археологічні дослідження (залишки поселень VI – першої чверті V ст. до Р.Х. знайдено на південному схилі Лупаревої Балки), поселення згадані у козацьких літописах, друкованих творах європейських та російських картографів, військових інженерів, дипломатів і мандрівників  з XVII ст., а в народних легендах й ще раніше.
В «Описі України…» – першому західноєвропейському творі, присвяченому історії України (праця опублікована у 1651 р. і перевидана 1660-го), французький військовий інженер і картограф Г. Л. де Боплан (бл. 1600 – 1673) так описує ці землі: «На три льє вище Очакова знаходиться гирло Богу, де лежить острів у формі трикутника довжиною до півльє, навпроти Семенового Рогу [Semenwiruk]. Вище Семенового Рогу на Бозі знаходиться Виноградна Криниця з джерелом прямо над проваллям…»
У коментарях відомого українського історика В. Антоновича до «Опису України…» Боплана, виданого в «Мемуарах, относящиеся к истории Южной Руси» (Випуск 2, 1896),  у «Додатку» до «Опису України…» перевиданому факсимільним та у перекладі українською (1990) вказано, що «Семенів Ріг – коса при з’єднанні лиманів Богу і Дніпра. Назву пов’язують з легендою про козацького отамана Семена, який поселився там зі своїми людьми у XIV ст. Насправді йдеться про людей київського князя Симеона Олельковича (50 – 60-ті роки XV ст.), які вартували тут, на південній межі Київського князівства».
Семенів Ріг разом із сусідніми топонімами згаданий у другому томі наймонументальнішого твору української історико-мемуарної прози XVII – XVIII ст. – «Літописі» Самійла Величка (1670 – 1728), де у «Реєстрі річок і прикмет…» зазначено: «Річки, балки та інші прикмети польові з чигринського боку, які є понад рікою Дніпром, починаючи від Січі до річки Богу, а від Богу до самого Очакова так називаються: …Річка Солонець Великий, нижче Станіслава. / Семенів Ріг, нижче Солонця Великого – до річки Богу. / Берег Руська Коса – біля самого гирла річки Богу, де Буг впадає у лиман».
Інший француз за походженням і німецький дипломат Жан-Бенуа Шерер (1741 – 1824), відвідавши Україну та із симпатією ставлячись до її народу й історії, використовуючи при написанні численні джерела, у 1789 р. видав французькою мовою «Аннали Малої Росії, або Історія запорозьких і українських козаків…» (праця перевидана німецькою 1789 р., а українською – у 1994 р. за перекладом з французької В. В. Коптілова), де він розповів цю ж, дещо змінену, легенду про перших поселенців нашого краю. На п’ятдесятій сторінці «Анналів..» Шерер пише: «Походження козаків, якщо можна їм вірити, сягає 800 року, а їхні перші військові збори відбулися 948 р. Ось що вони нам розповідають про свою давню історію. Один чоловік на ймення Симеон прибув з Польщі у Лиман – місто (певніше місце. – І.М.) у гирлі Бугу. Звідти він пішов на косу – це слово означає вузьку смугу землі або взагалі піщану мілину. Та коса й досі зветься з цієї причини Семенів Ріг. Той Семен прийшов на цю смужку землі, щоб полювати на диких кіз, кабанів та на іншу звірину. По багатющих ловах протягом літа він повернувся, щоб перебути в себе решту року. Його товариші, дізнавшися про безліч дичини навколо коси, зібралися його супроводжувати. Їх була ціла сотня, і вони обрали його на свого голову, або отамана.  Протягом багатьох років вони мешкали у тому гирлі Бугу».
11 травня 2013 року пошукова експедиція  у складі О. Шарафанова, О. Ковальової, О. Матіюка, І. Марцінковського, С. Глушка – з метою фотофіксації пам’яток козацької доби – відвідала давній цвинтар с. Лупаревого, у центрі якого серед впорядкованих могил ХХ ст. збереглися ще сім давніших надмогильних кам’яних хрестів. Виготовлені вони з вапняку, вирізані за формою і часом встановлення. Зі слів мешканців села (люди впорядковували могили до поминальної неділі), хрестів було більше, але деякі з них впали зі стрімкого берега, на якому стоїть цвинтар, у лиман, а частина знищена підзахороненнями.
На одному з семи хрестів, встановленому на могилі й відкопаному від нижнього зрізу рамен, із зовнішнього боку напис: «ЗДЄСЪ / ПОГРЄБ / ЄНЪ РАБЪ / БОЖІЙ / ПОЛТАВ / СКОЙ ГУБЄРНІИ ЗОЛО / ТОНОШСКАГО УЄЗДА КАЗ / ННОГО СЄЛЄНІЯ МЄЛН / ИКОВЪ К / ОЗАКЪ Я / КОВЪ СУ / ТУЛА ЖІ / ЛЪ НА СВЄ / Тѣ 86 ЛѣТЪ / 1838 ГО / ФЄ БД» («Тут похований раб Божий Полтавської губернії Золотоноського повіту державного села Мельники козак Яків Сутула. Жив на світі 86 років. 1838 року, лютого Божого дня»). Між 10 і 11 рядками над іменем, висічена в камені дата – «1742», меншої глибини прорізання і висотою цифр вдвічі меншою від розмірів літер основного тексту. Дата поставлена, ймовірно, пізніше і мала б свідчити про рік народження козака, але помилкова, оскільки повинна би бути 1752 (1838 – 86 = 1752). Хрест таких розмірів: висота – (до розкопаної землі), ширина на рівні рамен – , товщина – 12 – (зліва товстіший), середня висота літер основного тексту –
Отже, народні перекази, мемуарні праці Боплана (1651), Мишецького (1747) і Шерера (1789), «Літопис Семена Величка» і кам’яні надмогильні хрести засвідчують, що сучасне село Лупареве засноване, а околиці здавен заселені українськими запорозькими козаками, вихідцями із центральної України. Їхні нащадки, зберігаючи традиції, й понині живуть у селі, оскільки тут й дотепер мешкає родина з прізвищем Сутула.

## Населення
Згідно з переписом УРСР 1989 року чисельність наявного населення села становила 1329 осіб, з яких 703 чоловіки та 626 жінок.
За переписом населення України 2001 року в селі мешкало 1255 осіб.

### Мова
Розподіл населення за рідною мовою за даними перепису 2001 року:
| Мова       | Відсоток |
| ---------- | -------- |
| українська | 94,48 %  |
| російська  | 4,89 %   |
| вірменська | 0,32 %   |
| болгарська | 0,08 %   |
| інші       | 0,23 %   |

## Цікаві факти
У селі планують відродити старовинне українське ремесло – гончарство, при цьому у своїй роботі майстри хочуть дотримуватися ольвійського стилю кераміки.